# Мюллеровы дятлы
Мюллеровы дятлы (лат. Mulleripicus) —  род птиц  семейства дятловых . Распространены в Южной и Юго-Восточной Азии. Название рода дано в честь немецкого натуралиста Саломона Мюллера (нем. Salomon Müller).

## Виды
В состав рода включают четыре вида:
| Изображение | Русское название            | Научное название           | Распространение                             |
| ----------- | --------------------------- | -------------------------- | ------------------------------------------- |
|             | Сулавесский мюллеров дятел  | Mulleripicus fulvus        | Сулавеси и прилегающие острова в Индонезии  |
|             | Филиппинский мюллеров дятел | Mulleripicus funebris      | Лусон, Мариндуке, Катандуанес и Полилло     |
|             |                             | Mulleripicus fuliginosus   | Минданао, Лейте и Самар                     |
|             | Большой мюллеров дятел      | Mulleripicus pulverulentus | Индийский субконтинент и Юго-Восточная Азия |